# Norops macrophallus
Norops macrophallus är en ödleart som beskrevs av  Werner 1917. Norops macrophallus ingår i släktet Norops och familjen Polychrotidae. Inga underarter finns listade i Catalogue of Life.